# Lina Woiwode

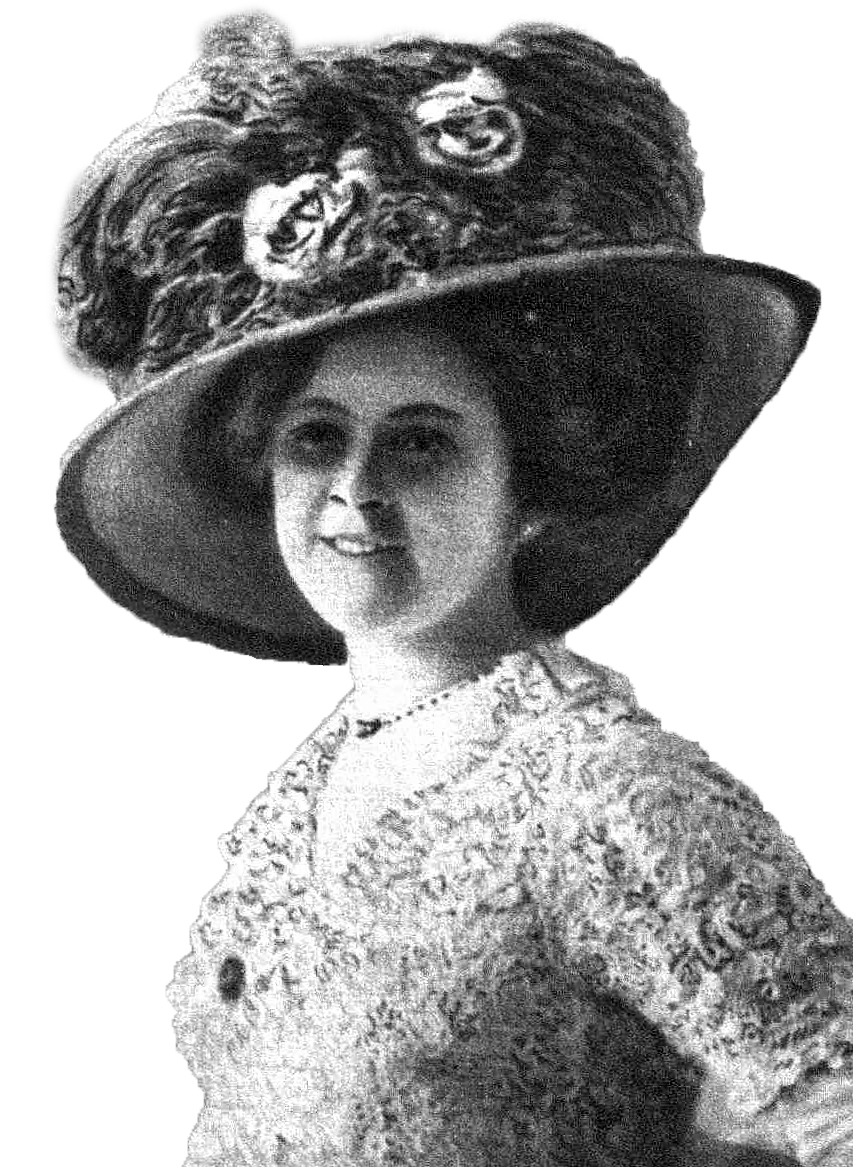
Lina Woiwode als vom Münchner Schauspielhaus kommender Neuzugang am Deutschen Volkstheater, 1914

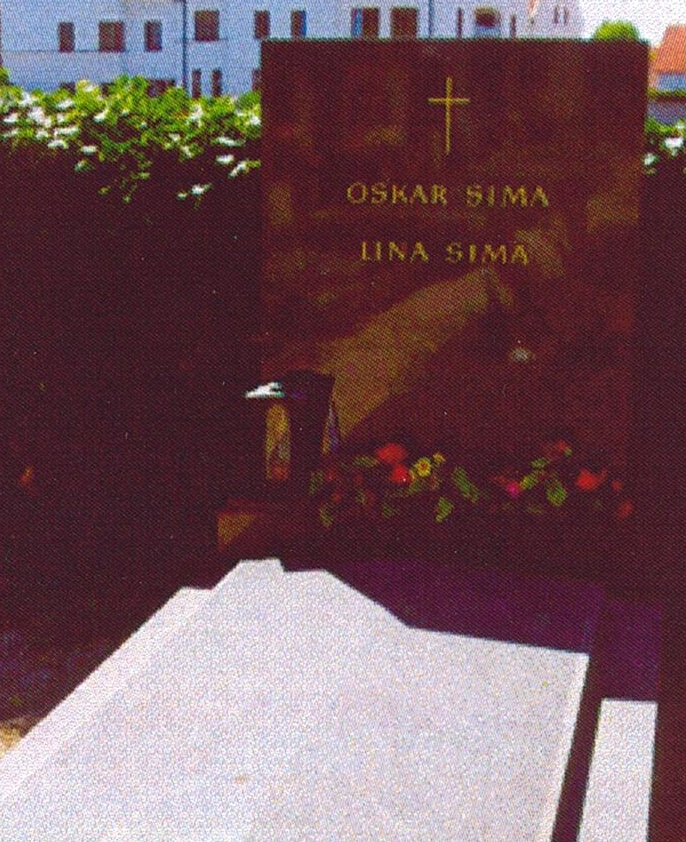
Grabstätte von Lina Woiwode

Lina Woiwode, verehelichte Lina Sima, (* 23. November 1886 in Langenzersdorf, Österreich-Ungarn; † 17. September 1971) war eine österreichische Schauspielerin. 

## Leben
Lina Woiwode spielte bis 1938 am Burgtheater und auf Wiener Bühnen. Die erste Filmrolle war Ihre Majestät die Liebe (1931) und sie war noch in zwölf Filmen zu sehen, unter anderen in Die grausame Freundin (1932), Die verschwundene Frau (1937) und Ein Leben lang (1940) (1940). Woiwode stand 1944 in der Gottbegnadeten-Liste des Reichsministeriums für Volksaufklärung und Propaganda.
Sie war ab 1929 die Ehefrau des Schauspielers Oskar Sima (1896–1969).
Sie wurde neben ihrem Gatten in Langenzersdorf bei Wien beigesetzt.

## Filmografie
- 1917: Wenn die Liebe auf den Hund kommt
- 1919: Don Juan
- 1919: Fürst S.S.
- 1920: Elixiere des Teufels
- 1920: Verfehlte Rache
- 1931: Ihre Majestät die Liebe
- 1932: Die grausame Freundin
- 1932: Es war einmal ein Walzer
- 1932: Goldblondes Mädchen, ich schenk Dir mein Herz
- 1932: Sehnsucht 202
- 1934: Vorstadtvarieté
- 1937: Die unentschuldigte Stunde
- 1937: Die verschwundene Frau
- 1938: Spiegel des Lebens
- 1939: Anton der Letzte
- 1940: Ein Leben lang
- 1943: Das Ferienkind
- 1944/49: Wiener Mädeln